# 平湯バスターミナル

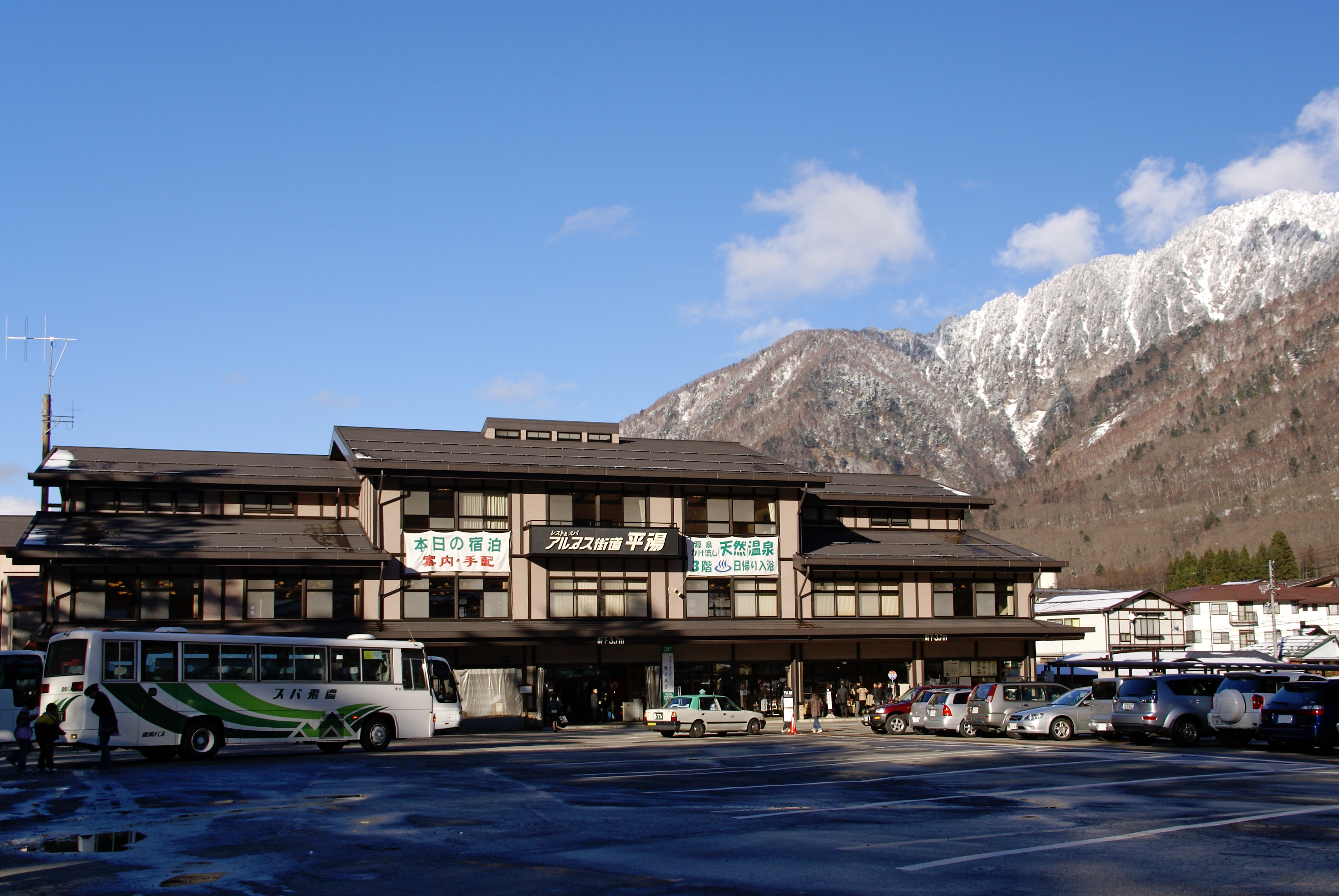
バスターミナル全景（2007年11月）

平湯バスターミナル（ひらゆバスターミナル）は、岐阜県高山市奥飛騨温泉郷平湯にあるバスターミナルである。濃飛乗合自動車が運営するドライブイン「アルプス街道平湯」に併設する。アルプス街道平湯には売店とレストランがあり、有料駐車場を完備する。駐車場は大型バス30台、自家用自動車100台を収容できる。
1969年（昭和44年）に最初のバスターミナルが建設され、1998年（平成10年）に新しいターミナルが整備された。平湯温泉街に位置し、付近に中部縦貫自動車道（安房峠道路）平湯インターチェンジがある。
かつては、平湯温泉は奥飛騨の温泉地であり、平湯バスターミナルも温泉地への入り口に過ぎなかった。1997年（平成9年）12月6日に安房峠道路が開通すると、長野県・山梨県や関東地方への交通が飛躍的に向上し、平湯バスターミナルは、奥飛騨温泉郷、上高地、乗鞍岳方面への重要な中継点となる。1998年（平成10年）に全面改築し、「アルプス街道平湯」の名称が付けられた。敷地面積は約5,200m2、ターミナルビル「アルプス街道平湯」の延床面積は約2,600m2である。
上高地及び乗鞍岳へのマイカー規制が行われるようになった現在では、アルプス街道平湯やその周辺の有料駐車場に自動車を駐車し、平湯バスターミナルから各方面へのバスへ乗り換えるという観光客も多い。

## 発着路線
以下の路線が発着する。特記なき限り濃飛乗合自動車が運行。（）内は共同運行会社、※は季節運行便。

### 1番のりば
- 乗鞍線 乗鞍山頂（畳平）（アルピコ交通）※
- 上高地線 あかんだな駐車場（アルピコ交通）※

### 2番のりば
- 上高地線 上高地（アルピコ交通）※

### 3番のりば
高山方面
- 平湯・新穂高線 町方経由 高山濃飛バスセンター・西高校前・久美愛厚生病院
- 特急 松本線 丹生川経由 高山濃飛バスセンター（アルピコ交通）

新穂高方面
- 平湯・新穂高線 新穂高ロープウェイ
- 「アルプスライナー」特急 松本線 新穂高ロープウェイ（アルピコ交通）※
- 上宝・神岡線 （新穂高ロープウェイ・）旧奥飛騨温泉口駅経由 濃飛バス神岡営業所

### 4番のりば
- 「シュトライナー」高速 新宿線 バスタ新宿（京王バス）
- 「アルプスライナー」特急 松本線 新島々駅経由 松本バスターミナル（アルピコ交通）

## アルプス街道平湯

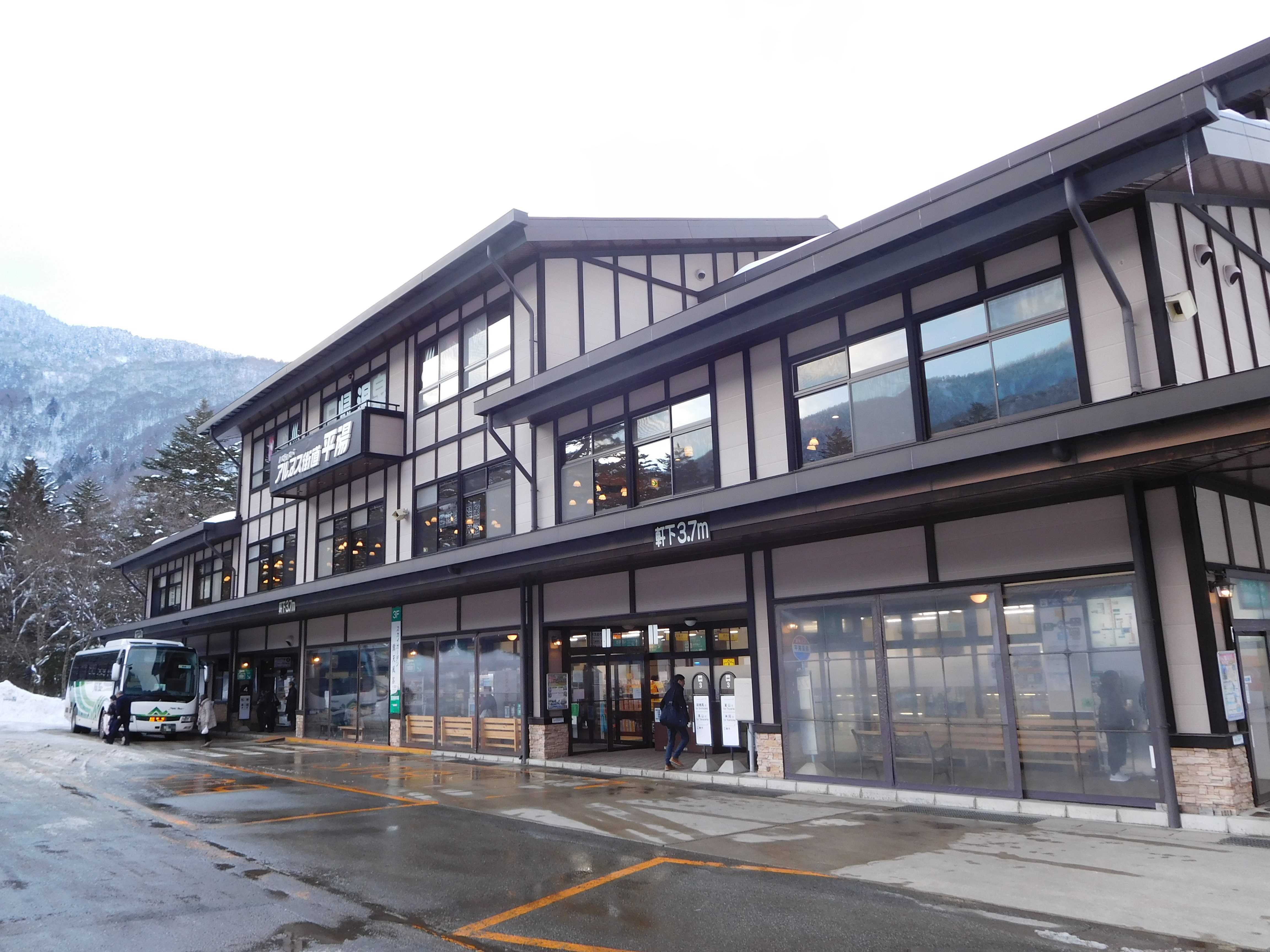
アルプス街道平湯（2017年2月）

アルプス街道平湯は3階建てで、1階に土産物店とレストラン、2階に団体客用の大レストランがある。なお、3階には内湯と露天風呂があったが、2018年11月限りで閉鎖されている。
レストランでは飛騨牛や朴葉味噌を使った料理や高山ラーメンを提供する。屋外の4番乗り場前には足湯がある。

## 周辺
- 森の灯台（隣接）
- 中部山岳国立公園奥飛騨ビジターセンター（旧飛騨・北アルプス自然文化センター（平湯ビジターセンター））
- 平湯温泉スキー場
- 平湯大滝
- モビリティステーション奥飛騨（至近の2次交通の拠点）

## 登場する作品
テレビアニメ『氷菓』
第7話で古典部の一行が訪れた温泉地で最初に降り立った地として登場する。2014年（平成26年）8月上旬に「平湯温泉×氷菓」としてコラボレーションが実現し、第7話に登場するバスのモデルとなった「濃飛バス169号車」の展示が行われ、アルプス街道平湯のレストランで料理対決のメニューにアレンジを加えたものが「特別ランチ」として提供された。
土曜スペシャル『ローカル路線バス乗り継ぎの旅』（テレビ東京系列）
2007年10月20日放送回（初回）で太川陽介、蛭子能収、中島史恵の3人が横浜から富山へ向かう道中、3日目に車内アナウンスを聞いて途中下車し、ひらゆの森で1泊した。
2016年11月26日放送回（特別編）で羽田圭介、田中要次、宮澤佐江の3人が熱海から金沢へ向かう道中、最終日に乗り継ぎのために立ち寄り、出演者が足湯を楽しんだ。